# Вілюйська ГЕС
Вілюйська ГЕС (Вілюйська ГЕС-I і ГЕС-II) — ГЕС на річці Вілюй, у смт Чернишевський Якутія, Росія. Входить до Вілюйського каскаду ГЕС.

## Загальні відомості
Будівництво ГЕС розпочалося в 1960 році, закінчилося в 1976 році. Електростанція будувалася в 2 черги, звані ГЕС-I і ГЕС-II.
Склад споруд ГЕС:
- кам'яно-накидна гребля завдовжки 600 м і заввишки 75 м (НПУ 246 м);
- поверхневий берегової водоскид з каналом;
- будівля ГЕС-I довжиною 121 м;
- будівля ГЕС-II довжиною 123 м;
- підвідний канал до ГЕС-II[1]

Потужність ГЕС — 680 МВт, середньорічне вироблення — 2,71 млрд. КВт·год . У будівлі ГЕС-I встановлено 4 поворотно-лопатевих гідроагрегати потужністю по 85 МВт реконструкція (спочатку 77 МВт). У будівлі ГЕС-II встановлено 4 радіально-осьових гідроагрегати потужністю по 85 МВт. Все гідроагрегати працюють при розрахунковому напорі 55 м.
Від станції прокладено 2 лінії електропередачі 220 кВ на Ленськ через Мирний, і три лінії на Айхал.
Середньобагаторічний приплив води становить 20 км³/рік (640 м³/сек). Напірні споруди ГЕС (довжина напірного фронту 1200 м) утворюють велике Вілюйське водосховище площею 2360 км², повної і корисної ємністю 40,4 і 22,4 км ³. При створенні водосховища було затоплено 2,3 тис.га сільгоспугідь і перенесено 50 будівель.
ГЕС спроектована інститутом «Ленгідропроект».

## Економічне значення
Вілюйська ГЕС-I і ГЕС-II дала можливість розпочати широкомасштабну розробку алмазних родовищ Якутії. Основним споживачем електроенергії є ЗАТ «АЛРОСА». Також ГЕС є надійним джерелом електроенергії для декількох районів (улусів) Якутії. Собівартість 1 кВт·год електроенергії на 2001 — 7,18 коп.
Вілюйська ГЕС-I і ГЕС-II входить до складу філії ВАТ «Якутськенерго» — Каскад Вілюйських ГЕС імені Є. Н. Батенчука .

## Історія будівництва
Вілюйська ГЕС будувалася в надзвичайно важких умовах вічної мерзлоти. Багато конструктивних рішень відпрацьовувалися вперше.
3 жовтня 1967 року введено в експлуатацію перший агрегат ГЕС-I, в листопаді 1967 року другий агрегат, через рік — третій, а в грудні 1968 року — четвертий, останній агрегат першої черги Вілюйської ГЕС. Загальна потужність ГЕС склала 308 МВт (після реконструкції 340 МВт), вона стала системоутворюючим енергоджерелом в районі. Були побудовані декілька ліній електропередачі.
Друга черга Вілюйської ГЕС (чотири агрегати по 85 МВт) побудована в 1974—1976 роках.